# المرج الأخضر الشرقي
المرج الأخضر الشرقي قرية سورية تتبع ناحية مركز جسر الشغور في منطقة جسر الشغور في محافظة إدلب. بلغ عدد سكانها 4424 نسمة في عام 2004 حسب إحصاء المكتب المركزي للإحصاء.